# Academia
Academia je české nakladatelství, které v roce 1953 zřídila Československá akademie věd (ČSAV). Současný název získalo v roce 1966. Sídlem nakladatelství je Wiehlův dům čp. 792 na Václavském náměstí v Praze 1. Pamětní deska v knihkupectví připomíná, že dům odkázal architekt Antonín Wiehl České akademii věd a umění. Kromě nakladatelské činnosti provozuje Academia stejnojmennou síť knihkupectví.

## Zaměření

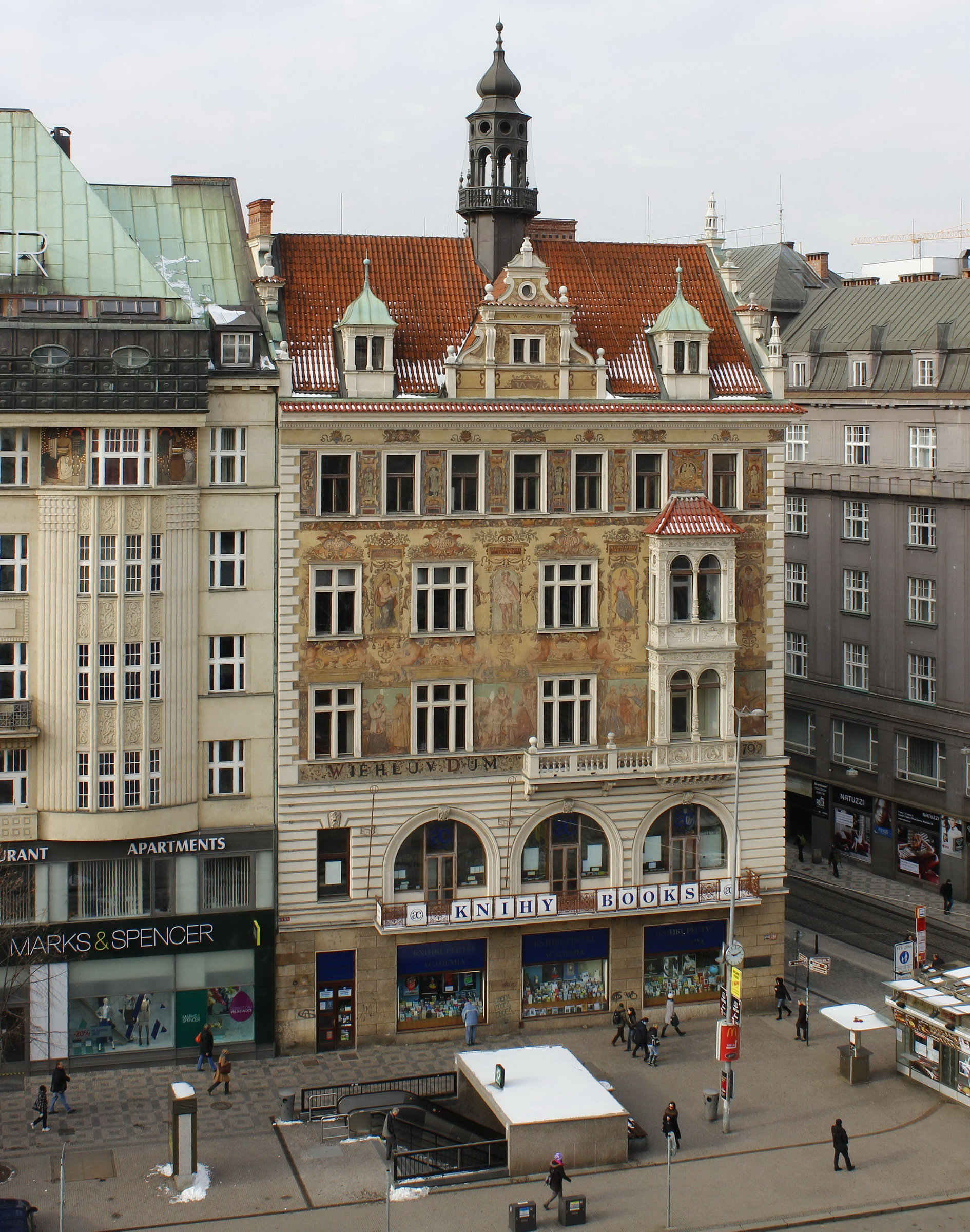
Wiehlův dům

Academia vydává původní vědecké monografie a práce českých vědců, díla klasiků vědy, překlady zahraničních autorů, populárně-naučnou literaturu, literaturu faktu, encyklopedie, slovníky, jazykové učebnice, příručky a vysokoškolské učebnice, ale také kvalitní českou i překladovou beletrii. V nakladatelství dále vychází populárně-naučný časopis Živa. Tradiční cílovou skupinu produkce Academia tvoří vysokoškolští studenti, pedagogové, odborná, ale i laická veřejnost. 

## Ocenění

#### Magnesia Litera
- 2025  – Společenské vědy: Alena Hadravová: Řecké mýty v literární a výtvarné tradici, Vědy o živé přírodě: Marek Špinka, Jan Havlíček, Iveta Štolhoferová a Daniel Frynta: Etologie
- 2025  – Litera za naučnou literaturu: Alena Hadravová: Řecké mýty v literární a výtvarné tradici
- 2024 – Litera za naučnou literaturu: Stanislav Březina, Sylvie Pecháčková, Hana Skálová, František Krahulec: Louky
- 2023 – Publicistika: Martin Rychlík: Dějiny lidí
- 2022 – Litera za naučnou literaturu: Jan Žďárek: Ohroženi hmyzem?
- 2021 – Kniha roku: Martin Hilský: Shakespearova Anglie

#### Cena Josefa Hlávky
- 2025  – Společenské vědy: Alena Hadravová: Řecké mýty v literární a výtvarné tradici, Vědy o živé přírodě: Marek Špinka, Jan Havlíček, Iveta Štolhoferová a Daniel Frynta: Etologie
- 2024 – Vědy o neživé přírodě: David Lukáš a kol.: Nanovlákna
- 2023 – Vědy o živé přírodě: Vladimír Rudajev: Příběh buňky. Od molekul ke vzniku života a prvním organismům
- 2021 – Společenské vědy: Martin Hilský: Shakespearova Anglie
- 2020 – Vědy o neživé přírodě: Miloslav Šimek a kol.: Živá půda

#### Slovník roku
2023–2024
- Hlavní cena Slovník roku, dělené 1. místo: Dana Hašková a kol.: Osobnosti emigrace z území Ruské říše v meziválečném Československu a Jan Šumpich, Jan Liška, Zdeněk Laštůvka, Aleš Laštůvka: Motýli a housenky střední Evropy VI. Drobní motýli II,
- Cena poroty za encyklopedii přírodovědnou, 1. místo: Leo Bureš: Fenomén Velká kotlina 1 a 2

2021–2022
- Hlavní cena Slovník roku, 2. místo: Ivana Kolářová, František Štícha: Slovník univerbizátů
- Cena poroty za slovník, 1. místo: Ivana Kolářová, František Štícha: Slovník univerbizátů
- Cena poroty za encyklopedii přírodovědnou, 2. místo: Petr Zajíček: Krasové oblasti střední a severní Moravy a Slezska
- Cena poroty za encyklopedii přírodovědnou, 3. místo: kol. autorů: Blanokřídlí České a Slovenské republiky II. Širopasí
- Cena poroty za encyklopedii historickou, 1. místo: Jiří Padevět: Kronika protektorátu
- Cena poroty za encyklopedii historickou, dělené 3. místo: Martin Franc, Věra Dvořáčková a kol.: Dějiny Československé akademie věd I. / Danuta Czechová: Kalendář událostí v KT Auschwitz
- Cena poroty za encyklopedii výtvarnou, 1. místo: Kateřina Kubínová, Klára Benešovská (eds.): Imago, imagines
- Cena poroty za encyklopedii výtvarnou, 2. místo: Bohumil Samek, Kateřina Dolejší (eds.): Umělecké památky Moravy a Slezska, 3. díl
- Čestné uznání: Martina Ireinová, Petra Přadková (eds.): Slovanský jazykový atlas, svazek 9

#### Cena Egona Erwina Kische
- 2024 – Karel Altman: Dědictví českého trampingu
- 2023 – Martin Rychlík: Dějiny lidí
- 2022 – Jaroslav Rokoský: Útěk z Leopoldova
- 2021 – Martin Jemelka, Jakub Štofaník: Víra a nevíra ve stínu továrních komínů
- 2020 – Filip Vojtášek: Pod palbou hloubkařů

## Knihkupectví
Nakladatelství Academia v současné době provozuje tři kamenné pobočky knihkupectví, které se nacházejí v Praze. Tato knihkupectví se zaměřují především na odbornou a populárně naučnou literaturu, v nabídce však nechybí ani beletrie, memoáry, atlasy a další žánry. V hlavní prodejně situované na Václavském náměstí se nachází také literární kavárna Cafe Academia, která slouží jako prostor pro pořádání literárních křtů, autorských čtení a prezentací knižních novinek.

#### PRODEJNY:
Václavské nám. 34, Praha 1: Po–Pá: 8:30 – 20:00, So: 9:30 – 19:00, Ne: 9:30 – 18:00
Na Florenci 3, Praha 1:  Po–Pá: 8:30 – 18:30, So–Ne: Zavřeno
Národní 7, Praha 1, Po–Pá: 10:00 – 18:00, So–Ne: Zavřeno

## Ceny Nakladatelství Academia
Ceny nakladatelství Academia se konají od roku 2008 s cílem upozornit širokou veřejnost na kvalitní odborné a populárně-naučné publikace, vydané pracovišti Akademie věd České republiky včetně Nakladatelství Academia. Do soutěže mohou být nominovány publikace vydané kterýmkoli pracovištěm AV ČR. O vítězích rozhoduje desetičlenná porota složená z předních vědců, zástupců médií a odborníků na knižní grafiku.  
Soutěží se ve 4 kategoriích, v každé z nich je vybrána jedna vítězná publikace. Samostatně je také udělována Cena za nejprodávanější titul roku, která se určuje na základě skutečného počtu prodaných výtisků v knihkupectvích Academia. Knihou roku, tedy absolutním vítězem soutěže, se stává publikace, kterou odborná porota vybírá z knih nominovaných ve všech soutěžních kategoriích. 
Podrobnosti o Cenách Nakladatelství Academia jsou dostupné na oficiálním webu soutěže. 

## Studentská soutěž
Studentská soutěž Nakladatelství Academia, založená v roce 2012, je určena studentům a absolventům českých vysokých škol. Jejím cílem je umožnit mladým autorům vydat svou výborně hodnocenou magisterskou práci jako knihu a představit tak nové talenty české vědy.
Soutěž probíhá ve třech kategoriích:
- Vědy o živé přírodě a chemické vědy
- Vědy o neživé přírodě
- Humanitní a společenské vědy

Porota složená z odborníků hodnotí kvalitu, čtivost a schopnost zaujmout. Vítězné práce jsou vydány knižně pod značkou Nakladatelství Academia.
Podrobné informace jsou dostupné na oficiálním webu soutěže. 